# Lubomir Lubenow (kajakarz)
Lubomir Jankow Lubenow (bułg. Любомир Янков Любенов, ur. 26 marca 1957 w Płowdiwie) – bułgarski kajakarz, kanadyjkarz. Dwukrotny medalista olimpijski z Moskwy.
Specjalizował się w kanadyjkowej jedynce. Igrzyska w 1984 były jego jedyną i triumfował na dystansie 1000 metrów oraz zajął drugie miejsce na 500 m. Czterokrotnie zostawał medalistą mistrzostw świata, w tym raz złotym (C-1 500: 1978), raz srebrnym (C-1 1000 m: 1979) i dwa razy brązowym (C-1 500 m: 1979, C-2 500 m: 1981)